# Birken (Radevormwald)
Birken ist eine Hofschaft in Radevormwald im Oberbergischen Kreis im Regierungsbezirk Köln in Nordrhein-Westfalen (Deutschland).

## Lage und Beschreibung

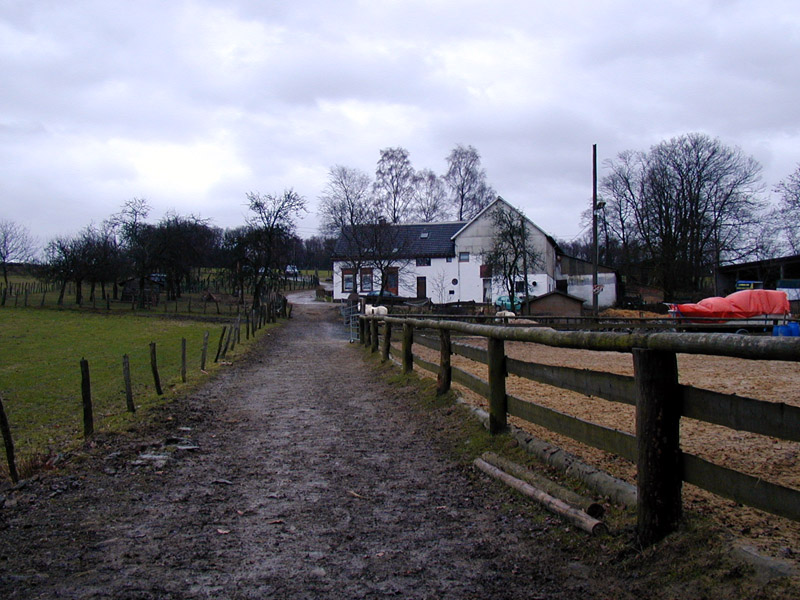
Die Hofschaft Birken

Birken liegt im Norden von Radevormwald an der Grenze zu Ennepetal. Die Nachbarorte heißen Remlingrade, Sondern, Ümminghausen und Jakobsholt. Der Ort ist über die Landesstraße 130 erreichbar, die bei Freudenberg in die Bundesstraße 483 einmündet. Heute besteht Birken aus einem landwirtschaftlichen Anwesen mit einem angeschlossenen Reiterhof.
Westlich der Hofschaft entspringt der Remlingrader Bach.

## Geschichte
1547 wurde der Ort das erste Mal urkundlich erwähnt und zwar „In den Listen der bergischen Spann- und Schüppendienste wird Berke bei den geistlichen Gütern des Kirchspiels Radevormwald genannt.“
Schreibweise der Erstnennung war Berke.
1815/16 besaß der Ort zwölf Einwohner. 1832 gehörte der Ort zum Kirchspiel Remlingrade des ländlichen Außenbezirks der Bürgermeisterei Radevormwald. Der laut der Statistik und Topographie des Regierungsbezirks Düsseldorf als Weiler kategorisierte Ort besaß zu dieser Zeit drei Wohnhäuser und ein landwirtschaftliches Gebäude. Zu dieser Zeit lebten elf Einwohner im Ort, alle evangelischen Glaubens. 1888 sind in dem Gemeindelexikon der Rheinprovinz drei Wohnhäuser mit 27 Einwohnern verzeichnet.

## Wander- und Radwege
Der Ortsrundwanderweg A6 läuft durch Birken, die benachbarten Stationen des Weges sind Remlingrade und Oberönkfeld.